# Glycera natalensis
Glycera natalensis är en ringmaskart som beskrevs av Francis Day 1957. Glycera natalensis ingår i släktet Glycera och familjen Glyceridae. Inga underarter finns listade i Catalogue of Life.